# Pravna fakulteta v Münchnu
Pravna fakulteta v Münchnu (nemško Juristische Fakultät) je fakulteta, ki deluje v okviru Univerze v Münchnu in je bila ustanovljena leta 1472.
Trenutni dekan je Alfons Bürge.